# Aku (gedicht)
Aku is een gedicht geschreven door de Indonesische dichter Chairil Anwar; het is veruit zijn bekendste gedicht. Het werd geschreven in het jaar 1943.

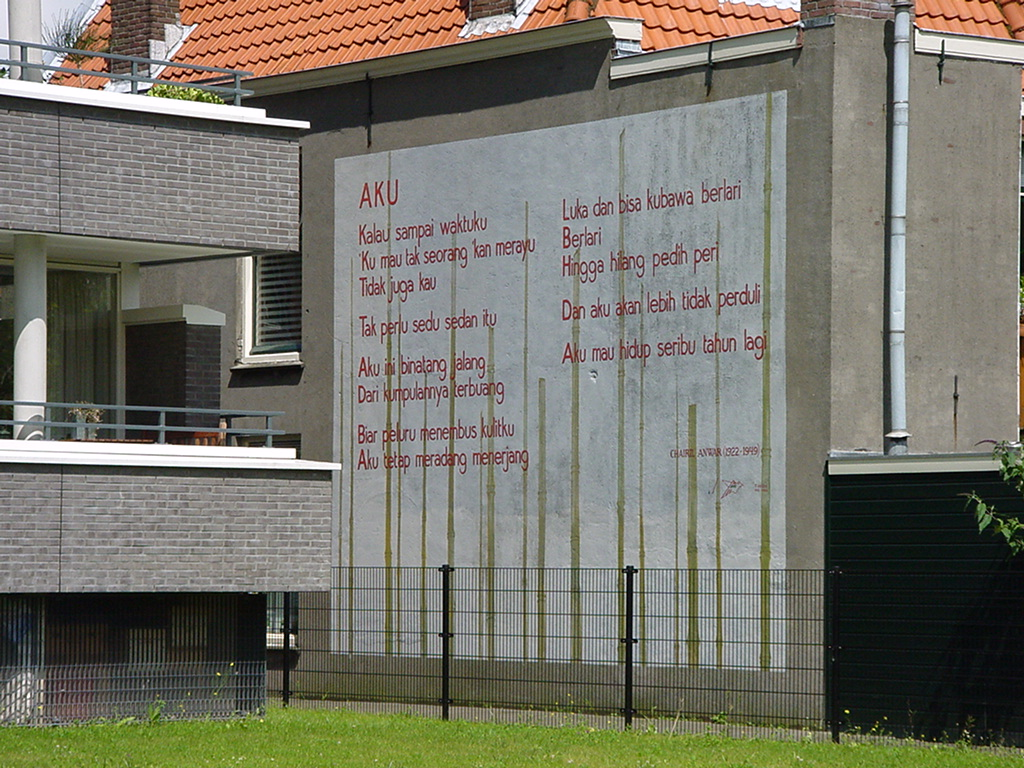
Het gedicht als muurgedicht te Leiden.

## Betekenis

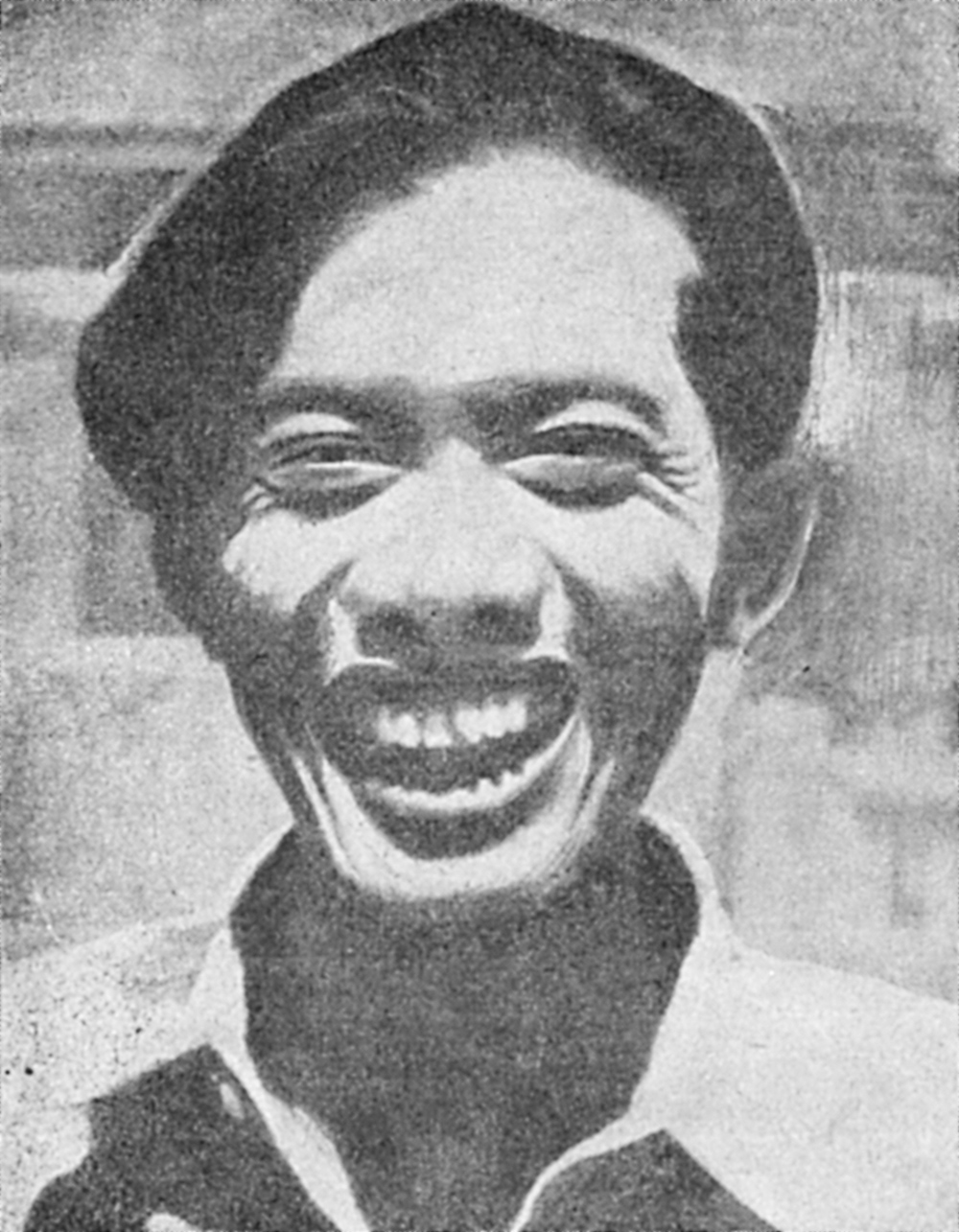
Chairil Anwar, schrijver van het gedicht.

Het werk gaat grotendeels over individualisme, Anwar was rebels; zijn strijdlust blijkt ook uit het gedicht. Nadat Indonesië onafhankelijk werd, prees men het gedicht om zijn thematiek en het werd ten slotte zelfs een icoon voor zelfstandigheid. Verder werd het geliefd omdat het niet in het Klassiek Maleis geschreven werd, maar wel in het Indonesisch.

## Het gedicht

### In het Indonesisch
Aku

Kalau sampai waktuku

'Ku mau tak seorang 'kan merayu

Tidak juga kau

Tak perlu sedu sedan itu

Aku ini binatang jalang

Dari kumpulannya terbuang

Biar peluru menembus kulitku

Aku tetap meradang menerjang

Luka dan bisa kubawa berlari

Berlari

Hingga hilang pedih peri

Dan aku akan lebih tidak perduli

Aku mau hidup seribu tahun lagi
Oleh Chairil Anwar, Maret 1943

### In het Nederlands
Ik

Als mijn tijd gekomen is

wil ik van niemand rouw

Ook niet van jou

Niks geen gesnik en gesnotter

Ik ben een eenling geworden

Uitgestoten uit de horde

Laat kogels mijn huid doorboren

Ik blijf tekeergaan en schoppen

Wonden en gif voer ik mee op mijn vlucht

Vlucht

Tot de schrijnende pijn zal verdwijnen

En ik zal er nog minder om geven

Ik wil nog duizend jaar leven
Vertaling: Andries Teeuw

## Trivia
- Het gedicht verscheen oorspronkelijk onder de naam Semangat ('Geest', 'geestdrift'). En in deze vorm werd het niet gecensureerd door de Japanse bezetters.[2]
- Volgens Hans Teeuw werd Anwar (vooral zijn vroege werk), sterk beïnvloed door de werken van Hendrik Marsman en Jan Slauerhof.